# Teddy Lučić
Teddy Lučić (Gotemburgo, 15 de Abril de 1973) é um ex-futebolista sueco que atuava como zagueiro.

## Carreira
Lučić jogou pela seleção sueca as copas de 1994, de 2002 e a de 2006. integrou a Seleção Sueca de Futebol na Eurocopa de 2000.